# Amauris dominicanus
Amauris dominicanus är en fjärilsart som beskrevs av Henry Trimen 1879. Amauris dominicanus ingår i släktet Amauris och familjen praktfjärilar. Inga underarter finns listade i Catalogue of Life.